# Maurice Brianchon
Pour les articles homonymes, voir Brianchon.
Maurice Brianchon est un peintre français, né le 11 janvier 1899 à Fresnay-sur-Sarthe et mort le 1er mars 1979 à Paris.

## Biographie
En 1917, Maurice Brianchon entre à l'École nationale supérieure des beaux-arts de Paris dans l'atelier de Fernand Cormon et, en 1918, quitte cette école pour suivre à l'École nationale supérieure des arts décoratifs les cours de Paul Renouard et d'Eugène Édouard Morand (1853-1930) qui y enseigne depuis 1908. Il y fait la connaissance de Roland Oudot, Raymond Legueult, Joseph Inguimberty, François Desnoyer, et Jacques Adnet. Il expose pour la première fois au Salon d'automne en 1919. Un voyage en Belgique et aux Pays-Bas lui fait découvrir les peintres flamands et hollandais au travers des musées qu'il visite à Bruxelles, Anvers, Bruges et Amsterdam. C'est le temps où il relit les Maîtres d'autrefois d'Eugène Fromentin. Il a quitté les Arts décoratifs.
En 1922, il devient membre du comité du Salon d'automne et prend avec son ami Raymond Legueult un atelier 54 avenue du Maine à Paris. Jacques Rouché, directeur de l'Opéra de Paris, lui demande de créer les costumes pour le ballet de Griselidis dont la première aura lieu le 29 novembre 1922. Une bourse de l'École des arts décoratifs obtenue par Raymond Legueult, leur permet de faire, tous les deux, un voyage en Espagne où ils découvrent au musée du Prado les maîtres de la peinture espagnole qu'ils admirent tant et dont ils font des copies : Diego Vélasquez, Goya, Gréco. En 1924, il reçoit le prix Blumenthal.
Toujours en compagnie de Legueult, il va réaliser les décors de La Naissance de la Lyre à l'Opéra de Paris en 1925, dont la première aura lieu le 1er juillet 1925. Il est nommé professeur de dessin à l'École Estienne à Paris en octobre de la même année. Le 18 juin 1934, il épouse l'artiste peintre Marguerite Louppe (1902-1988) dont il a fait la connaissance à l'Académie Julian ainsi qu'à l'Académie de la Grande Chaumière, et participe à la Biennale de Venise avec six toiles. C'est alors qu'il quitte l'atelier commun pris avec Legueult, avenue du Maine.
En 1936, il devient professeur à l'École nationale supérieure des arts décoratifs de Paris.
Il reçoit en 1939 le Garden Club Prize du Carnegie Institute. Puis éclate la Seconde Guerre mondiale ; mobilisé il est affecté à la section du camouflage où il retrouve d'autres confrères. Il crée les décors et les costumes des Valses nobles et sentimentales pour l'Opéra de Paris. Il devient membre du comité du Salon des Tuileries en 1940. Il reste très souvent à Paris et part quelquefois l'été en vacances à Carnac ou à Trouville.
Démobilisé, il travaille à l'Opéra et dans son lumineux atelier sous les toits au 8e étage de la rue du Conseiller-Collignon dans le quartier de la Muette à Paris, et réalise les décors et costumes pour Sylvia ou la Nymphe de Diane sur une musique de Léo Delibes en 1941. À la demande de son ami Jacques Adnet, décorateur de la Compagnie des arts français, il réalise en 1942 plusieurs cartons de tapisserie pour Aubusson et les Gobelins sur le thème des fêtes du château de Vaux-le-Vicomte et, la même année, crée pour l'Opéra de Paris les costumes des Animaux modèles dont la musique est de son ami Francis Poulenc. En 1943, en compagnie de son épouse, il décore de trois panneaux muraux le Conservatoire de musique et d'art dramatique de Paris. Robert Rey lui commande, en 1945, la décoration de 74 assiettes d'un service en blanc de Sèvres.
En 1945, Fred Ulher, fondateur et président des Éditions Ides et Calendes à Neuchâtel, lui demande, avec son directeur Richard Heyd, de bien vouloir illustrer de frontispices et de bandeaux deux ouvrages de Valery Larbaud : Une Nonnain et Le Vaisseau de Thésée, achevés d'imprimé en 1946, ainsi que le théâtre complet d'André Gide. Puis à la demande de Jean-Louis Barrault et Madeleine Renaud, il compose les décors et les costumes pour Les Fausses Confidences de Marivaux.
Léon Deshairs lui remet les insignes de chevalier de la Légion d'honneur et Luc-Albert Moreau lui enverra un billet[réf. nécessaire] pour le complimenter en ces termes : « Bravo mon cher Brianchon, ce ruban consacre non seulement votre beau talent, mais aussi votre courageuse attitude pendant l'Occupation, vos amis se réjouissent de cette distinction ». Il travaille à nouveau avec Barrault et Renaud à l'automne 1948 pour les décors et costumes de La Seconde Surprise de l'amour de Marivaux.
En 1949, il est nommé professeur à l'École nationale supérieure des beaux-arts de Paris. Il compte parmi ses élèves : Guy Bardone, André Brasilier, Bernard Cathelin, René Genis, Claude Guillemot, Paul Guiramand et Armand Sinko. Le président de la République Vincent Auriol, qui est un admirateur de l'artiste, l'invite avec son épouse très régulièrement aux réceptions officielles ou privées qu'il donne au palais de l'Élysée, et Maurice Brianchon profite de l'occasion pour faire des croquis dont il exécutera plus tard des tableaux de ces cérémonies.
Gisèle d'Assailly donne à son ouvrage le titre de Peintres de la réalité poétique en 1949 pour décrire les œuvres de huit peintres ayant exposé ensemble dans l'entre-deux-guerres et qui ont un certain nombre de points communs. Il s'agit de Maurice Brianchon, Christian Caillard, Jules Cavaillès, Raymond Legueult, Roger Limouse, Roland Oudot, André Planson et Kostia Terechkovitch. En 1951, le musée des arts décoratifs de Paris organise une rétrospective de son œuvre en exposant 135 peintures, autant d'aquarelles, des dessins, des lithographies et des tapisseries.
Pour l'Opéra de Paris et son ami Francis Poulenc, il réalise les décors et costumes du ballet Aubade en 1952. Le 13 mai 1953, le président de la République Vincent Auriol lui remet les insignes d'officier de la Légion d'honneur et, au mois de juin, il est désigné par la direction des Arts et des Lettres à la demande du gouvernement britannique pour participer aux cérémonies du couronnement d'Élisabeth II, dont il rapportera deux carnets de croquis qui lui serviront à réaliser huit peintures de petit format consacrées à l'événement. Alfred Daber réalise en 1954 une exposition de ces œuvres dans sa galerie parisienne du 103, boulevard Haussmann dont, parmi les 22 peintures retenues, celles du couronnement de la reine d'Angleterre.
Il réalise en 1955, les décors et costumes d'Intermezzo de Jean Giraudoux, musique de Francis Poulenc, dont la première est donnée par la Compagnie Renaud-Barrault le 17 mars 1955 avec Pierre Bertin. Il est membre du jury de la 7e Quadriennale de Rome avec Jean Arp en 1956, dont le prix est décerné à Enrico Prampolini. En juin, la galerie Arthur Tooth fait une exposition de 32 de ses peintures. Michel Bouquet, metteur en scène et acteur de La Maison des cœurs brisés qu'il monte au théâtre de l'Œuvre en 1958, demande à Maurice Brianchon de réaliser les décors et les costumes dont Maurice Jarre réalisa la musique de l'œuvre de George Bernard Shaw. Il participe à l'exposition des peintres de la réalité poétique à La Tour-de-Peilz en Suisse dont le catalogue est réalisé par François Daulte et la préface de Paul Morand. Il y expose 41 dessins, peintures, aquarelles, lithographies et tapisseries de l'artiste avec Roland Oudot et Legueult, que Morand a connus aux Arts-déco quarante ans plus tôt, et fait l'éloge de leur travail. Il met en route une série d'études pour réaliser des lithographies destinées à illustrer Les Fausses Confidences de Marivaux qui paraîtront en 1959 sur les presses à bras de Maurice Mourlot et de son frère Fernand Mourlot, éditées par Alfred Daber.
Cette année 1959, il part en compagnie de son épouse aux États-Unis pour la première fois. La galerie David B. Findlay à New York lui consacre une exposition de trente peintures réalisées entre 1942 et 1959. Il en profitera pour rapporter une série de croquis des gratte-ciel de Manhattan ainsi que des berges de l'Hudson à partir desquels il réalisera plus tard des tableaux. Jean-Louis Barrault réalisa la préface du catalogue de l'exposition. Puis l'année suivante, une seconde exposition lui sera consacrée par cette même galerie. À l'automne, Georges Wildenstein obtient qu'une exposition de 103 œuvres présentées à Neuchâtel soit exposée à la galerie des Beaux-Arts de Paris. Il passe ses vacances à Truffières dans le Périgord où il peint des natures mortes et des paysages. Il restaure une vieille maison près de Grand-Brassac.
Maurice Brianchon est membre de la Société des peintres-graveurs français.
En 1969, il connaît la consécration au Japon, grâce à l'exposition que lui consacre le galeriste nippon Chozo Yoshii en présentant vingt de ses œuvres à Tokyo. L'année suivante, il va illustrer de lithographies en couleurs Le Blé en herbe de Colette, dans une édition de grand luxe. Matasaka Ogawa lui consacre en 1972 une monographie en japonais, préfacée par le galeriste Chozo Yoshii, qui paraît aux éditions Zauho Press à Tokyo. Une nouvelle exposition en Suisse, à Genève organisée par la galerie des Granges consacre cinquante années de peinture avec 56 peintures. Puis, en 1975, une cinquième exposition à New York se tient dans les nouveaux locaux de la galerie de David Findlay. Patronnée par le Yomiuri Shimbun, la galerie Daimaru de Tokyo organise au mois de juin une exposition sur les peintres de la réalité poétique, présentant des œuvres des huit maîtres dont dix de Maurice Brianchon, reproduites en couleurs dans le catalogue de l'exposition.
Deux ans plus tard, Maurice Brianchon meurt à son domicile parisien le 1er mars 1979.
En 2013 a lieu la dispersion d'une partie de l'atelier du peintre à la suite de la succession de son fils Pierre-Antoine Brianchon à l'hôtel des ventes de Toulon du 7 au 9 avril, comprenant notamment 200 toiles inédites et originales de l'artiste et de Marguerite Louppe, son épouse.

## Réception critique
- « Aux confins d'un excessif raffinement, mais quel beau peintre ! Bien que portant une forte empreinte de ceux qu'il a choisis pour maîtres (Bonnard, mais plus encore Vuillard), Brianchon est néanmoins très personnel dans son écriture et sa palette. Une sorte d'infaillibilité qui effraie, tant toute chance est refusée au hasard en cet art si concerté. Il manœuvre le vert (cette chausse-trappe du peintre) comme personne. À une distinction extrême, souvent assourdie, il mêle le cravachage audacieux de balafres inouïes venant strier un ciel, une étoffe, la chair d'une femme ou d'un fruit. Jamais en ces témérités, toujours heureuses, le moindre manquement au goût le meilleur. » - Michel Ciry[7]

## Récompenses et distinctions
- Prix Blumenthal en 1924.
- Chevalier de la Légion d'honneur en 1946.
- Officier de la Légion d'honneur en 1953.

## Œuvres dans les collections publiques

### Centre Pompidou, Paris
- Femmes à leur toilette, huile sur toile, 130 x 90 cm, 1930.
- Femme au divan, aquarelle et gouache sur papier, 39 x 25, 1930.
- Fleurs, huile sur toile, 60 x 46 cm, avant 1932.

### Musée d'Art moderne, Paris
- Les Courtisanes, huile sur toile, 1932.
- Les Danseuses, huile sur toile, 1943-1944.
- Trouville, Pelouse à Longchamp et Plage, lithographies, respectivement de 1958, 1960 et 1961.

### Conservatoire national supérieur d'art dramatique, Paris
- Ensemble de trois panneaux décoratifs, en collaboration avec Marguerite Louppe, 1941.

### Musée d'Art et d'Histoire, Genève
- La Jetée, huile sur toile, huile sur carton, 22,9 x 31,2 cm.
- La Mare aux corneilles, La Digue à Saint-Jean-de-Luz, Fruits d'automne, Femme à sa toilette, Avant le départ, Bal masqué, lithographies, 1956.

### Galerie Nationale de Finlande, Helsinki
- Nature morte, huile sur toile, 81 x 65 cm, 1937.
- Le Divan, huile sur toile, 81 x 116 cm, 1939.
- Nature morte avec citrons, huile sur carton, 42 x 27 cm, 1946.

### Musée Bojimans Van Beuningen, Rotterdam
- Portrait de la femme de l'artiste (Marguerite Louppe), huile sur toile, 81 x 65 cm, 1934.

### Moderna Museet, Stockholm
- Du cirque, huile sur toile, 100 x 81 cm, 1929.

### Fine Arts Museums, San Francisco
- Saint-Jean-de-Luz, la plage, lithographie, 1964.

### National Gallery of Australia, Canberra
- Sans titre et L'Arlequin, lithographies.

### National Gallery Alexandros Soutsos Museum, Athènes
- Parc, huile sur toile, 54 x 36 cm.

### Museum of New Zealand, Wellington
- Champ de blé, huile sur toile, 1963.

### Musée d'Arts, Nantes
- Nature morte aux poires, 81,5 x 65,8 cm, vers 1925.
- La femme au paravent bleu, 100 x 73,2 cm, 1931.

### Musée des Ursulines, Mâcon
- Coin de ville sous la neige, huile sur toile, 65 x 81 cm, 1935.

### Musée des Beaux-Arts, Dijon
- Nature morte au compotier, huile sur toile, 65 x 54 cm.

### Musée de l'Abbaye, Saint Claude
- Donations de Guy Bardone et René Genis.

## Œuvre d'édition

### Estampe
- Sur la plage, lithographie en couleurs.
- La neige à Auteuil, 1950, estampe.
- La Plage, 1952, estampe.
- Sans titre, 1954, estampe.
- Canotage, 1955; lithographie en couleur.
- Les Fausses Confidences, 1958, illustrations pour l'Œuvre de Marivaux, édité par Alfred Daber en 1959.
- Le Vieillard et les trois jeunes gens, 1961, gravure sur bois.
- La Plage, 1964, lithographie.
- Thèmes, 1956, estampe.

### Céramique
- 74 assiettes de blanc de Sèvres peintes par Brianchon à la demande de Robert Rey, 1945.

### Tapisserie
- Pierrot et Colombine, 1940.
- Diane, vers 1940.
- Six musiciens, 1940.
- Œuvres pour les Gobelins et Aubusson sur le thème des fêtes du château de Vaux-le-Vicomte, 1942.
- Le Sommeil de Diane, 1942.
- Faune et Sylvain, 1942.
- Sylvain, 1942.
- La Sérénade, 1943.
- Le Concert champêtre.
- Aubade.
- Musiciens dans un parc.

### Illustration
- Valery Larbaud, Une Nonnain, illustré d'un frontispice en couleurs et de 18 bandeaux en noir, éd. Ides et Calendes, in-8, 99 p., 1946.
- Valery Larbaud, Le Vaisseau de Thésée, éd. Ides et Calendes, 1946.
- André Gide, Théâtre complet, éd. Ides et Calendes, 1946.
- Marivaux, Les Fausses Confidences, édition Alfred Daber, 1959.
- Les Fables de La Fontaine (Le Vieillard et les trois jeunes gens) gravé sur bois dans la planche pour 20 fables de La Fontaine en souscription au profit de la Croix-Rouge, 1961.
- Colette, Le Blé en herbe, illustration de lithographies pour l'édition de grand luxe de la Société des francs bibliophiles, 1970.

### Affiche
- Brianchon à la galerie Alfred Daber, 1954, représentation de cavaliers.

## Décors et costumes de théâtre
- 1922 : création des costumes pour Grisélidis à l'Opéra de Paris, la première le 29 novembre 1922 en collaboration avec son ami Raymond Legueult.
- 1925 : décors de La Naissance de la lyre, Opéra de Paris, la première le 1er juillet 1925, en collaboration avec Raymond Legueult.
- 1939 : décors et costumes de Valses nobles et sentimentales pour l'Opéra de Paris sur une musique de Maurice Ravel.
- 1942 : costumes des Animaux modèles, sur une musique de Francis Poulenc.
- 1946 : décors et costumes pour Les Fausses Confidences de Marivaux à la demande de Jean-Louis Barrault et Madeleine Renaud, création au théâtre Marigny.
- 1948 : décors et costumes de La Seconde Surprise de l'amour de Marivaux par Jean-Louis Barrault et Madeleine Renaud.
- 1952 : décors et costumes du ballet Aubade, musique de Francis Poulenc pour l'Opéra de Paris.
- 1955 : décors et costumes d’Intermezzo de Jean Giraudoux, musique de Francis Poulenc. théâtre Marigny, théâtre des Célestins.
- 1958 : décors et costumes de La Maison des cœurs brisés de George Bernard Shaw au théâtre de l'Œuvre, musique de Maurice Jarre, mise en scène Michel Bouquet.

## Salons
- 1919 : Salon d'automne au Grand Palais, du 1er novembre au 10 décembre.
- 1923 : Salon des Tuileries, Palais de bois.
- 1924 : Salon d'automne au Grand Palais du 1er novembre au 14 décembre.
- 1924 : Salon des Tuileries, Palais de bois.
- 1925 : Salon des Tuileries, Palais de bois.
- 1925 : Salon d'automne au Grand Palais du 26 septembre au 2 novembre 18e exposition.
- 1926 : Salon d'automne au Grand Palais.
- 1926 : Salon des Tuileries.
- 1927 : Salon des Tuileries, Palais de bois.
- 1927 : Salon d'automne au Grand Palais.
- 1928 : Salon des Tuileries, Palais de bois.
- 1928 : Salon d'automne au Grand Palais.
- 1929 : Salon d'automne au Grand Palais.
- 1930 : Salon des Tuileries, Cours la Reine, Paris.
- 1930 : Salon d'automne au Grand Palais.
- 1931 : Salon des Tuileries.
- 1931 : Salon d'automne au Grand Palais.
- 1932 : Salon des Tuileries, Néo Parnasse.
- 1932 : Salon d'automne au Grand Palais.
- 1933 : Salon de Printemps, Société royale des beaux-arts de Bruxelles.
- 1933 : Salon des Tuileries.
- 1933 : Salon d'automne au Grand Palais.
- 1935 : Salon des Tuileries, Néo Parnasse.
- 1935 : Salon d'automne, Grand Palais, Paris.
- 1937 : Salon d'automne, Pavillon des Salons, Paris.
- 1938 : Salon d'automne au Palais de Chaillot.
- 1939 : Salon des Tuileries au Palais de Chaillot.
- 1940 : Salon d'automne au Grand Palais.
- 1941 : Salon des Tuileries au Palais de Tokyo à Paris.
- 1943 : Salon des Tuileries.
- 1943 : Salon d'automne.
- 1944 : Salon d'automne Palais des beaux-arts à Paris.
- 1949 : Salon des Tuileries.
- 1949 : Salon d'automne.
- 1951 : Salon des Tuileries.
- 1953 : Salon des Tuileries.
- 1957 : Salon d'automne.
- 1958 : Salon d'automne au Grand Palais.

## Expositions
- 1925 : galerie Devambez, Paris.
- 1927 : galerie de l'Aubier à Paris avec Legueult, Charlemagne, Terechkovitch, Maurice Brianchon, à la galerie Le Portique au 99, boulevard Raspail à Paris.
- 1928 : exposition avec Legueult, Thomas, Oudot, Vigneau à la galerie Le Portique ; 2e groupe galerie Marcel Bernheim.
- 1929 : galerie Le Portique, exposition avec Labat, Oudot, Legeult, Vigneau.
- 1929 : Maurice Brianchon, galerie Le Portique.
- 1930 : exposition de 32 toiles galerie Bernheim-Jeune au 27, avenue Matignon à Paris.
- 1930 : galerie Marcel Bernheim, Paris.
- 1930 : Art suédois et français, Konsthallen, Göteborg.
- 1931 : La Seconde Génération, galerie de France, Paris.
- 1932 : galerie Marcel Bernheim, exposition d'œuvres récentes.
- 1932 : Quelques peintres d'aujourd'hui, galerie Braun et Cie, Paris.
- 1933 : L'Art contemporain, salle des fêtes municipales, Anvers, Belgique.
- 1934 : exposition du 2e Groupe des artistes de ce temps là au Petit Palais, avec des toiles récentes de Oudot, Legueult, sculptures de Gémond.
- 1934 : galerie Jean Charpentier.
- 1934 : Biennale de Venise, six de ses toiles au pavillon français.
- 1936 : exposition avec Oudot, galerie Berri-Raspail Paris.
- 1938 : exposition d'art français chez Backsbacka S.B.A. Helsengfor.
- 1938 : Peintres parisiens, galerie Wolfsberg à Zürich.
- 1941 : galerie Louis Carré au 10, avenue de Messine à Paris, exposition collective, Branchon, Oudot, Legeult.
- 1942 : galerie Louis Carré, œuvres récentes de Maurice Brianchon.
- 1942 : Jeunes peintres français et leurs maîtres, Athénée de Genève ; Kunsthaus de Zurich ; Kunsthalle de Berne ; Kunsthaus de Lucerne ; Kunsthalle de Bâle.
- 1943 : galerie Louis Carré, toiles et aquarelles.
- 1944 : galerie Charpentier, Paris.
- 1946 : École de Paris, Kunsthalle de Berne.
- 1946 : La Tapisserie française du Moyen Âge à nos jours, musée d'art moderne, Paris, de juin à juillet.
- 1946 : Tapisseries récentes, Paris.
- 1946 : Exposition d'art français, chez Bäcksbacka ; Salon des beaux-arts de Helsengfors en décembre.
- 1947 : Intimités, galerie Framond au 3, rue des Saints-Pères Paris.
- 1948 : galerie Framond, Paris, La Bretagne, du 24 novembre au 28 décembre.
- 1948 : Danse et divertissements, galerie Charpentier, Paris.
- 1949 : L'Enfance, galerie Charpentier.
- 1951 : L'École de Paris de 1900 à 1950, Royal Academy of Arts, Londres.
- 1951 : exposition rétrospective de son œuvre au musée des arts décoratifs de Paris avec 135 peintures, autant d'aquarelles, des tapisseries, lithographies ainsi que des dessins.
- 1951 : Plaisir de France, galerie Charpentier, Paris.
- 1951 : galerie Wildenstein à Londres.
- 1951 : exposition d'art français chez Bäcksbacka ; Salon des beaux-arts de Helsingfors.
- 1951 : Du côté d'Auteuil - Paysages : Yves Brayer, Maurice Brianchon, Marcelle Brunswig, Pierre Guastalla, Jean-Francis Laglenne, Jacques Lestrille, Albert Marquet, Maurice Utrillo, Galerie Le Point du jour, Paris[8].
- 1952 : Poupées et automates depuis la Renaissance, galerie Charpentier, Paris.
- 1952 : 26e Biennale de Venise, Padiglioni delle Nazioni, Venise.
- 1953 : Centenaire du Bois de Boulogne, galerie Weil à Paris.
- 1953 : Peintres contemporains, musée Toulouse-Lautrec à Albi.
- 1954 : galerie Alfred Daber au 103, boulevard Haussmann, 22 peintures dont celles du couronnement de la reine d'Angleterre.
- 1954 : L'Homme dans la ville, les peintres témoins de leur temps, musée Galliéra, Paris.
- 1954 : 27e Biennale de Venise, Padiglioni delle Nazioni, Venise.
- 1954 : Plans de la campagne, galerie Charpentier.
- 1954 : École de Paris, galerie Charpentier.
- 1955 : Le Bonheur, les peintres témoins de leur temps au musée Galliera, Paris.
- 1955 : Jubilumsutställning Juhlnäyttely, Salon des beaux-arts de Helsingfors.
- 1956 : galerie Arthur Tooth, Londres, exposition de 32 peintures ; Réhabilitation du portrait, les peintres témoins de leur temps, musée Galliera à Paris ; galerie Alfred Daber, gouaches et aquarelles, dessins et lithographies ; Grands peintres français d'aujourd'hui, galerie Romanet à Paris ; musée de l'Athénée à Genève ; Collections Neuchatelloises, musée des beaux-arts à Neuchâtel.
- 1957 : Depuis Bonnard, musée national d'art moderne, Paris.
- 1957 : Pérennité de l'art français, Ire Quatriennale de la peinture française en Suisse, musée de l'Athénée à Genève ; Bonjour Peinture, Syndicat d'initiative de La Ferté-sous-Jouarre ; musée de Bagnols-sur-Cèze ; Choix de peintures, musée Calvet, Avignon.
- 1958 : exposition des peintres de la réalité poétique à La Tour-de-Peilz en Suisse : 41 œuvres exposées.
- 1958 : De Monet à Chagall, musée Jenisch à Vevey, Suisse ; De l'impressionnisme à nos jours, musée national d'art moderne, Paris.
- 1959 : galerie David Findlay à New York, une trentaine de peintures réalisées entre 1942 et 1959. Préface du catalogue par Jean-Louis Barrault.
- 1959 : galerie Wildenstein à Londres ; École de Paris à la galerie Charpentier à Paris ; French art forum Australian art collections Quanland Art Gallery, Brisbane.
- 1960 : 2e exposition à la galerie David Findlay, New York, une vingtaine de peintures.
- 1962 : rétrospective au musée des beaux-arts de Neuchâtel, 220 œuvres, toiles, aquarelles, dessins, lithographies, livres illustrés.
- 1962 : exposition de 103 œuvres présentées à Neuchâtel dans la galerie des beaux-arts de Paris à la demande de Georges Wildenstein.
- Vers 1965 : galerie David Findlay, New York.
- 1969 : galerie Ginza à Tokyo au Japon, organisée par Chozo Yoshii.
- 1970 : galerie David Findlay, New York, une trentaine de peintures.
- 1974 : Cinquante ans de peinture, galerie des Granges, du 2 au 15 juin, 56 peintures dont Joueurs de pelote à Ciboure de 1922, Nature morte au bilboquet de 1969.
- 1974 : galerie Yoshii à Paris.
- 1974 : galerie Schmit à Paris, Portraits français des XIXe siècle et XXe siècle.
- 1975 : galerie David Findlay, New York, 25 peintures récentes.
- 1975 : Peintre figuratif, musée d'art et d'histoire, Neuchâtel.
- 1975 : Quelques peintres japonais et français, galerie Vendôme à Beyrouth, Liban.
- 1976, 1977 : Les peintres de la réalité poétique, galerie Daimaru, Tokyo.
- 2004 : galerie David Findlay, hommage à Maurice Brianchon pour les 25 ans de sa disparition.
- 2011 : hommage posthume aux huit peintres de la réalité poétique, musée des beaux-arts de Gaillac, du 25 juin au 19 septembre.

## Élèves
- André Brasilier
- Bernard Cathelin
- Jean-Yves Couliou (1916-1995)
- Pierre Gauthier-Dubédat
- René Genis, aux Arts décoratifs
- Roger-Edgar Gillet, aux Arts décoratifs
- Claude Grosperrin
- Paul Guiramand
- Camille Hilaire (1916-2004), élève sous le nom de Leblanc pendant l'Occupation en 1942, 2e second prix de Rome en 1950
- Jean Jansem
- Pierre Jutand
- André Minaux
- Peter Orlando, dès 1948, céramiste
- Jean Rustin
- Christian Sauvé, en 1967-1968
- Robert Savary, 1950, prix de Rome, prix de la Casa de Velásquez
- Daniel Sénélar, dès 1949, prix de Rome de 1951
- Henri Thomas (1930-2016), premier grand prix de Rome en 1956
- Thierry Vaubourgoin, dès 1960, prix de Rome en 1967

Élèves de Maurice Brianchon
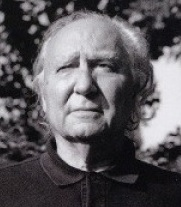
Bernard Cathelin
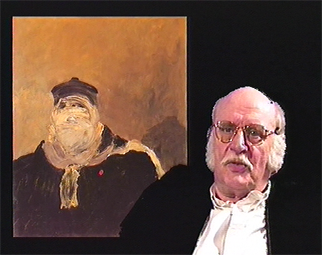
Roger-Edgar Gillet
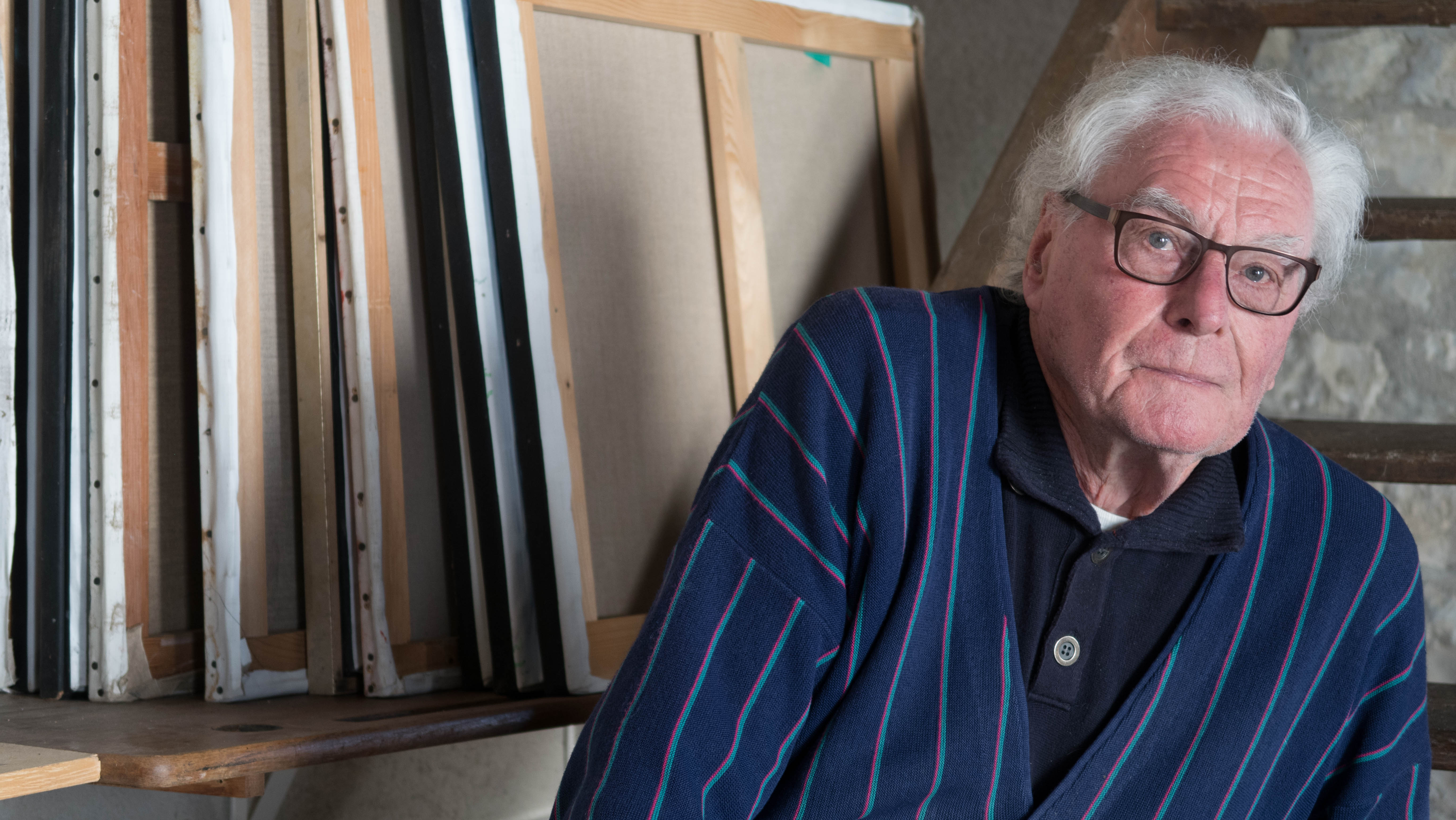
Pierre Jutand
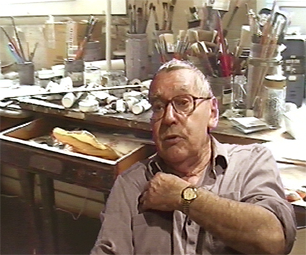
Jean Rustin